# Säynätlampi
Säynätlampi är en sjö i kommunen Kangasniemi i landskapet Södra Savolax i Finland. Sjön ligger 97,9 meter över havet. Den är 9 meter djup. Arean är 96 hektar och strandlinjen är 7,5 kilometer lång. Sjön  ingår i Kymmene älvs huvudavrinningsområde.   Den ligger omkring 44 kilometer nordväst om S:t Michel och omkring 220 kilometer norr om Helsingfors. 